# 高原州
高原州（Plateau State）是奈及利亞36州之一，也是該國的第十二大州，位于尼日利亚中部，首府乔斯。該州境內有高原、丘陵、岩石、山丘和瀑布，高原州的名称源于乔斯高原，該州人口约350万。